# Bembidion decorum
Espèce
Bembidion decorum est une espèce d'insectes coléoptères de la famille des Carabidae.

## Liste des sous-espèces
Selon Catalogue of Life (1er mars 2021) :
- sous-espèce Bembidion (Ocydromus) decorum bodemeyeri K. & J.Daniel, 1902
- sous-espèce Bembidion (Ocydromus) decorum caraffai Sainte-Claire Deville, 1906
- sous-espèce Bembidion (Ocydromus) decorum decorum (Panzer, 1799)
- sous-espèce Bembidion (Ocydromus) decorum subconvexum K. & J.Daniel, 1902

Selon NCBI (1er mars 2021) :
- sous-espèce Bembidion decorum subconvexum